# ECABO
ECABO is het voormalige kenniscentrum beroepsonderwijs bedrijfsleven voor de economisch/administratieve, ICT- en veiligheidsberoepen. Ongeveer twee miljoen Nederlanders werken binnen deze beroepssector en tien procent van de jongeren volgt een opleiding hiervoor. ECABO was een van de zeventien Nederlandse kenniscentra.

## Wet educatie en beroepsonderwijs
De Wet educatie en beroepsonderwijs (WEB) en de daarmee samenhangende bekostiging door het ministerie van OCW bepaalden de wettelijke taken van ECABO voor het middelbaar beroepsonderwijs. Deze wettelijke taken waren, samengevat: 
- Het ontwikkelen en onderhouden van een landelijke kwalificatiestructuur, gericht op de aansluiting tussen het aanbod van beroepsonderwijs en de maatschappelijke behoefte daaraan.
- Zorgen voor voldoende kwalitatieve leerbedrijven die de beroepspraktijkvorming verzorgen.
- Het bevorderen van de kwaliteit van de leerplaatsen waar beroepspraktijkvorming wordt verzorgd.
- Het ontwikkelen van voorstellen over welke beroepsopleidingen voor een rijksbijdrage in aanmerking zouden moeten komen.

## Na ECABO
De opvolger van ECABO is de Samenwerkingsorganisatie Beroepsonderwijs Bedrijfsleven (SBB). De SBB heeft ook de taken van de andere 16 kenniscentra overgenomen. 